# Wereldkampioenschappen roeien 2001
De 31e editie van de wereldkampioenschappen roeien werd in 2001 gehouden in Luzern, Zwitserland. Het was voor de derde keer dat het toernooi op de Rotesee werd georganiseerd. Het toernooi stond onder auspiciën van de wereld roeifederatie FISA.

## Medaillewinnaars

### Mannen
| Bootklasse              | Goud | Goud | Zilver | Zilver | Brons | Brons |
| Skiff M1x               | Olaf Tufte |      | Iztok Cop |        | Vaclav Chalupa |       |
| Lichte skiff LM1x       | Sam Lynch |      | Stefano Basalini |        | Michal Vabrousek |       |
| Dubbel twee M2x         | Hongarije Akos Haller Tibor Petoe |      | Frankrijk Adrien Hardy Sébastien Vieilledent |        | Italië Rossano Galtarossa Alessio Sartori |       |
| Twee zonder M2-         | Verenigd Koninkrijk James Cracknell Matthew Pinsent |      | Joegoslavië Nikola Stojic Djordje Visacki |        | Zuid-Afrika Ramon di Clemente Donovan Cech |       |
| Twee met M2+            | Verenigd Koninkrijk James Cracknell Matthew Pinsent Neil Chugani                                                                                               |      | Italië Mattia Trombetta Lorenzo Carboncini Andrea Monizza                                                                                            |        | Roemenië Cornel Nemțoc Ioan Florariu Marin Gheorghe                                                                                                |       |
| Lichte dubbel twee LM2x | Italië Elia Luini Leonardo Pettinari |      | Polen Tomasz Kucharski Robert Sycz |        | Frankrijk Fabrice Moreau Thibault Chapelle |       |
| Lichte twee zonder LM2- | Ierland Gearold Towey Tony O'Connor |      | Nederland Simon Kolkman Robert van der Vooren |        | Italië Massimo Guglielmi Giuseppe Del Gaudio |       |
| Dubbel vier M4x         | Duitsland Christian Schreiber André Willms Marco Geisler Andreas Hajek                                                                                         |      | Nederland Geert Cirkel Dirk Lippits Diederik Simon Michiel Bartman                                                                                   |        | Italië Nicola Sartori Mattia Righetti Franco Berra Simone Raineri                                                                                  |       |
| Vier zonder M4-         | Verenigd Koninkrijk Toby Garbett Steve Williams Ed Coode Rick Dunn                                                                                             |      | Duitsland Sebastian Thormann Paul Dienstbach Philipp Stüer Bernd Heidicker                                                                           |        | Slovenië Jani Klemenčič Milan Janša Rok Kolander Matej Prelog                                                                                      |       |
| Vier met M4+            | Frankrijk Gilles Bosquet Sidney Chouraqui Vincent Gazan Vincent Millot Christophe Lattaignant                                                                  |      | Italië Luca Agamennoni Edoardo Verzotti Massimo Cascone Luca Ghezzi Gianluca Barattolo                                                               |        | Verenigd Koninkrijk Chris Martin Henry Adams Alex Partridge Dan Ouseley Peter Rudge                                                                |       |
| Lichte dubbel vier LM4x | Italië Daniele Gilardoni Luca Moncada Mauro Baccelli Filippo Mannucci                                                                                          |      | Griekenland Nikolaos Skiathitis Ioannis Korkouritis Vasileios Polymeros Panagiotis Miliotis                                                          |        | Japan Akio Yano Hitoshi Hase Atsushi Obata Kazuaki Mimoto                                                                                          |       |
| Lichte vier zonder LM4- | Oostenrijk Sebastian Sageder Bernd Wakolbinger Wolfgang Sigl Martin Kobau                                                                                      |      | Denemarken Thomas Ebert Thor Kristensen Søren Madsen Eskild Ebbesen                                                                                  |        | Frankrijk Laurent Porchier Jean-Christophe Bette Yves Hocdé Xavier Dorfman                                                                         |       |
| Acht M8+                | Roemenië Daniel Măstăcan Florin Corbeanu Cornel Nemțoc Ioan Florariu Ovidiu Cornea Andrei Bănică Gheorghe Pîrvan Vasile Măstăcan Marin Gheorghe                |      | Kroatië Oliver Martinov Damir Vučičić Tomislav Smoljanović Nikša Skelin Siniša Skelin Krešimir Čuljak Igor Boraska Branimir Vujević Silvijo Petriško |        | Duitsland Sebastian Schulte Thorsten Engelmann Johannes Dobershütz Stephan Koltzk Jörg Dießner Enrico Schnabel Ulf Siems Michael Ruhe Peter Thiede |       |
| Lichte acht LM8+        | Frankrijk Jean-Baptiste Dupy Erwan Péron Laurent Porchier Franck Bussière Pascal Touron Jean-Christophe Bette Yves Hocdé Xavier Dorfman Christophe Lattaignant |      | Denemarken Morten Riis Stephan Mølvig Thomas Croft Buck Kenneth Bülow Rasmus Hjortshøj Svend Pedersen Jesper Krogh Morten Hansen Sebastian Claus     |        | Verenigde Staten Erik Miller Eric Feins Gavin Blackmore Tom Paradiso John Cashman Ben Cotting-Gagne John Wall Eric Kratochvil Bill McManus         |       |

### Vrouwen
| Bootklasse              | Goud | Goud | Zilver | Zilver | Brons | Brons |
| Skiff W1x               | Katrin Rutschow-Stomporowski |      | Julia Lewina |        | Jekaterina Karsten |       |
| Lichte skiff LW1x       | Sinead Jennings |      | Mirjam ter Beek |        | Pia Vogel |       |
| Dubbel twee W2x         | Duitsland Kathrin Boron Kerstin Kowalski                                                                                           |      | Nieuw-Zeeland Georgina Evers-Swindell Caroline Evers-Swindell |        | Wit-Rusland Jekaterina Karsten Wolha Berasniowa                                                                                        |       |
| Twee zonder W2-         | Roemenië Georgeta Damian Viorica Susanu                                                                                            |      | Wit-Rusland Olga Tratsewskaja Julia Bichyk |        | Canada Jacqueline Cook Karen Clark |       |
| Lichte dubbel twee LW2x | Duitsland Janet Radünzel Claudia Blasberg                                                                                          |      | Polen Katarzyna Demianiuk Ilona Mokronowska |        | Roemenië Monica Stan Irina Acsinte |       |
| Lichte twee zonder LW2- | Ierland Sarah Birch Jo Nitsch |      | Verenigde Staten Suzanne Walther Michelle Whitcomb Borkhuis |        | Argentinië Patricia Conte Elina Urbano                                                                                                 |       |
| Dubbel vier W4x         | Duitsland Peggy Waleska Marita Scholz Manuela Lutze Manja Kowalski                                                                 |      | Nieuw-Zeeland Sonia Waddell Paula Twining Caroline Evers-Swindell Georgina Evers-Swindell                                                                                  |        | Verenigde Staten Sarah Jones Carol Skricki Hilary Gehman Laura Rauchfuss                                                               |       |
| Vier zonder W4-         | Australië Jane Robinson Julia Wilson Jo Lutz Victoria Roberts                                                                      |      | Nieuw-Zeeland Jackie Abraham-Lawrie Kate Robinson Rochelle Saunders Nicky Coles                                                                                            |        | Nederland Anneke Venema Carin ter Beek Femke Dekker Christine Vink                                                                     |       |
| Lichte dubbel vier LW4x | Australië Catriona Roach Sally Causby Amber Halliday Josephine Lips                                                                |      | Verenigde Staten Marny Jaastad Abigail Cromwell Jennifer Edwards Stacey Borgman                                                                                            |        | Nederland Aukje Zuidema Maud Klinkers Hedi Poot Mariel Pikkemaat                                                                       |       |
| Acht W8+                | Australië Jodi Winter Jo Lutz Julia Wilson Jane Robinson Emily Martin Rebecca Sattin Victoria Roberts Kristina Larsen Carly Bilson |      | Roemenië Elena Pirvan Aurica Bărăscu Natalita Berteanu-Pelin Elena Gavrilescu Mihaela Nastasa Doina Spircu-Craciun Georgeta Damian-Andrunache Viorica Susanu Rodica Anghel |        | Duitsland Silke Günther Anja Pyritz Dana Pyritz Britta Holthaus Susanne Schmidt Sandra Goldbach Maja Tucholke Lenka Wech Annina Ruppel |       |

## Medailleklassement
| Plaats | Land                | Goud | Zilver | Brons | Totaal |
| 1      | Duitsland           | 5    | 1      | 2     | 8      |
| 2      | Ierland             | 4    | 0      | 0     | 4      |
| 3      | Verenigd Koninkrijk | 3    | 0      | 1     | 4      |
| 4      | Australië           | 3    | 0      | 0     | 3      |
| 5      | Italië              | 2    | 3      | 3     | 8      |
| 6      | Frankrijk           | 2    | 1      | 2     | 5      |
| 6      | Roemenië            | 2    | 1      | 2     | 5      |
| 8      | Hongarije           | 1    | 0      | 0     | 1      |
| 8      | Noorwegen           | 1    | 0      | 0     | 1      |
| 8      | Oostenrijk          | 1    | 0      | 0     | 1      |
| 11     | Nederland           | 0    | 3      | 2     | 5      |
| 12     | Nieuw-Zeeland       | 0    | 3      | 0     | 3      |
| 13     | Verenigde Staten    | 0    | 2      | 2     | 4      |
| 14     | Denemarken          | 0    | 2      | 0     | 2      |
| 14     | Polen               | 0    | 2      | 0     | 2      |
| 16     | Wit-Rusland         | 0    | 1      | 2     | 3      |
| 17     | Slovenië            | 0    | 1      | 1     | 2      |
| 18     | Griekenland         | 0    | 1      | 0     | 1      |
| 18     | Joegoslavië         | 0    | 1      | 0     | 1      |
| 18     | Kroatië             | 0    | 1      | 0     | 1      |
| 18     | Rusland             | 0    | 1      | 0     | 1      |
| 22     | Tsjechië            | 0    | 0      | 2     | 2      |
| 23     | Argentinië          | 0    | 0      | 1     | 1      |
| 23     | Canada              | 0    | 0      | 1     | 1      |
| 23     | Japan               | 0    | 0      | 1     | 1      |
| 23     | Zuid-Afrika         | 0    | 0      | 1     | 1      |
| 23     | Zwitserland         | 0    | 0      | 1     | 1      |
| Totaal | Totaal              | 24   | 24     | 24    | 72     |

Edities

1962 Luzern · 
1966 Bled · 
1970 St. Catharines · 
1974 Luzern · 
1975 Nottingham · 
1976 Villach · 
1977 Amsterdam · 
1978 Hamilton (alleen zwaar) · 
1978 Kopenhagen (alleen licht) · 
1979 Bled · 
1980 Hazewinkel · 
1981 München · 
1982 Luzern · 
1983 Duisburg · 
1984 Montréal · 
1985 Hazewinkel · 
1986 Nottingham · 
1987 Kopenhagen · 
1988 Milaan · 
1989 Bled · 
1990 Lake Barrington · 
1991 Wenen · 
1992 Montréal · 
1993 Račice · 
1994 Indianapolis · 
1995 Tampere · 
1996 Motherwell · 
1997 Aiguebelette · 
1998 Keulen · 
1999 St. Catharines · 
2000 Zagreb · 
2001 Luzern · 
2002 Sevilla · 
2003 Milaan · 
2004 Banyoles · 
2005 Gifu · 
2006 Eton · 
2007 München · 
2008 Ottensheim · 
2009 Poznań · 
2010 Hamilton · 
2011 Bled · 
2012 Plovdiv · 
2013 Chungju · 
2014 Amsterdam ·
2015 Aiguebelette ·
2016 Rotterdam ·
2017 Sarasota ·
2018 Plovdiv ·
2019 Ottensheim ·
2020 Bled ·
2021 Shanghai ·
2022 Račice ·
2023 Belgrado ·
2024 St. Catharines ·
2025 Shanghai · 
2026 Amsterdam

Onderdelen

Skiff · 
Lichte skiff · 
Dubbel twee · 
Lichte dubbel twee · 
Twee zonder · 
Lichte twee zonder · 
Twee met

Dubbel vier · 
Dubbel vier met · 
Lichte dubbel vier · 
Vier zonder · 
Lichte vier zonder · 
Vier met · 
Acht · 
Lichte acht
- Gemeinsame Normdatei: 1603117-9
- Virtual International Authority File: 139331393